# 국립 아메리카 인디언 박물관
국립 아메리카 인디언 박물관(National Museum of the American Indian)은 워싱턴 D.C.에 위치한 미국 인디언 박물관이다.

## 같이 보기
- 대니얼 이노우에